# Armanomiris
Armanomiris is een geslacht van wantsen uit de familie van de Miridae (blindwantsen). Het geslacht werd voor het eerst wetenschappelijk beschreven door Joeri Aleksandrovitsj Popov en Aleksander Herczek in 1998.

## Soorten
Het genus bevat de volgende soorten:

- Armanomiris cretaceous Popov & Herczek, 1998
- Armanomiris klimaszewskii Popov & Herczek, 1998